# Viola Allen

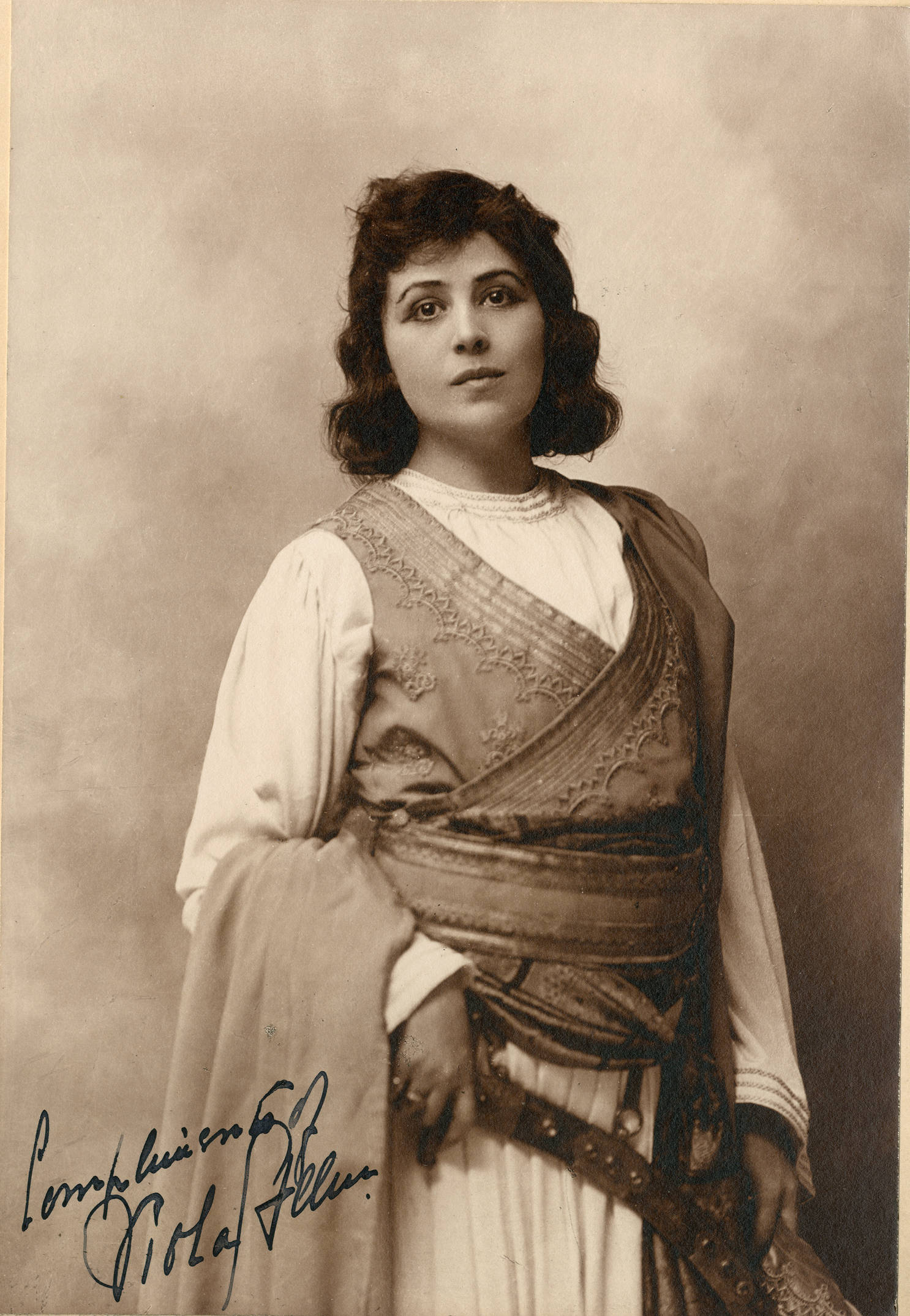
Viola Allen (1907)

Viola Emily Allen (* 27. Oktober 1867 in Huntsville, Alabama; † 9. Mai 1948 in Manhattan, New York City, New York) war eine US-amerikanische Schauspielerin, die in Shakespeare-Werken und klassischen Rollen, aber auch Bühnenwerken zeitgenössischer Autoren sowie einigen Stummfilmen auftrat.

## Leben

### Familiäre Herkunft und Beginn der schauspielerischen Laufbahn

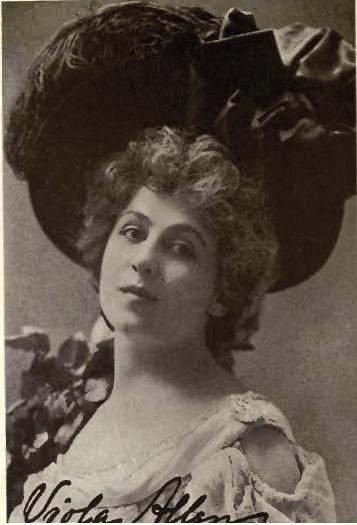
Viola Allen (1903)

Viola Emily Allen, Tochter des damals bekannten Charakterdarstellers Charles Leslie Allen und der Schauspielerin Sarah Jane Lyon, besuchte Schulen in Boston, Toronto und New York City, bevor sie 1881 im Alter von vierzehn Jahren eine Schauspielkarriere begann. Bemerkenswerterweise kam Allens professionelles Bühnendebüt in Form einer Hauptrolle in einer Broadway-Produktion, als sie 1882 Annie Russell in Esmeralda, einer Adaption des gleichnamigen Romans von Frances Hodgson Burnett, am Madison Square Theatre ersetzte. Die unerfahrene Allen wurde auf Vorschlag des Regisseurs des Stücks eingestellt, der ihren Vater, der in dem Stück eine Nebenrolle spielte, gefragt hatte, ob die schöne fünfzehnjährige Tochter, mit der er geprahlt hatte, als Zweitbesetzung für Russell übernehmen könnte. Als Annie Russell das Stück verließ, übernahm Allen die Rolle der Titelfigur. In der nächsten Staffel tourte Allen in Esmeralda mit ihren beiden Eltern und wurde von dem berühmten Tragödiedarsteller John McCullough entdeckt, der der jugendlichen Schauspielerin einen Platz in seiner Theaterkompanie anbot. Sie verbrachte die Saison 1883/1884 mit McCullough, dem letzten und turbulenten Jahr des von Syphilis geplagten Schauspielers auf der Bühne. Zunächst für kleine Rollen engagiert, wurde sie gefördert, als die Hauptdarstellerin plötzlich die Theaterkompanie verließ, um an der Seite von McCullough in einer Reihe von Shakespeare-Werken und klassischen Rollen zu spielen. Allens Saison mit McCullough etablierte sie als zuverlässige und attraktive Darstellerin.

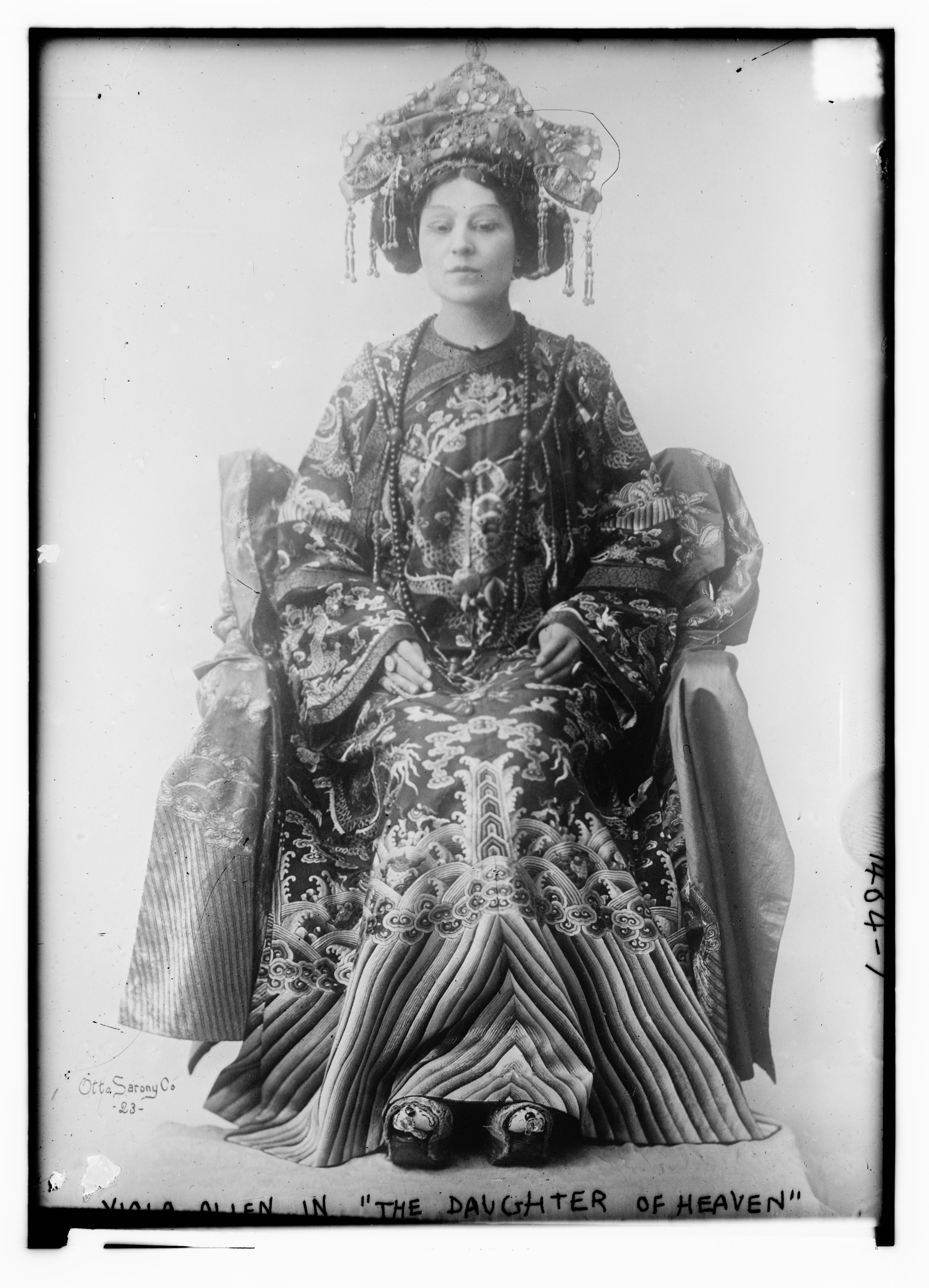
Viola Allen in La Fille du ciel von Pierre Loti und Judith Gautier (1912).

Viola Allen fand nach dem Tode von John Edward McCullough 1885 schnell Arbeit neben anderen prominenten Schauspielern wie Lawrence Barrett, mit dem sie 1885 in A Blot on the Scutcheon auftrat, und Tommaso Salvini, in dessen Theatergruppe sie die Rollen von „Cordelia“ in König Lear, „Desdemona“ in Othello und „Julia“ in Romeo und Julia versuchte. Sie verbrachte die Saison 1888/1889 bei der Stammbesetzung im Boston Museum, wo sie in zahlreichen Produktionen auftrat, insbesondere in Bronson Howards Bürgerkriegsdrama Shenandoah, das im September 1889 erfolgreich an den Broadway kam. Sie verließ Shenandoah, um sich Joseph Jefferson, William J. Florence und Louisa Lane Drew in einer All-Star-Tour mit Sheridans The Rivals und andere Stücke anzuschließen. Als große Frau mit glänzenden dunklen Haaren und Augen zeigte sie sowohl auf der Bühne als auch außerhalb Intelligenz und guten Geschmack. Diese Qualitäten erregten die Aufmerksamkeit des einflussreichen Theatermanagers Charles Frohman, der sich auf Schauspielerinnen mit einem zurückhaltenden Auftreten und einer nicht exotischen Art von Schönheit spezialisierte. Frohman versuchte, das Theater endgültig von seinem kitschigen Image zu befreien und jene Teile des Publikums, insbesondere Frauen, anzuziehen, die noch Bedenken hinsichtlich der Angemessenheit des Theaterbesuchs hatten. Viola Allen verbrachte von 1893 bis 1898 als Hauptdarstellerin in der Stock Repertory Company am eleganten und neu erbauten Empire Theatre von Frohman, einer der wenigen verbliebenen und der angesehensten Stock Companies in New York City. Während ihrer Spielzeit beim Empire trat sie in vielen Produktionen auf, darunter Liberty Hall von R. C. Carton (1893), Sowing the Wind von Sydney Grundy (1894), John-a-Dreams (1895), Michael and His Lost Angel (1896), Under the Red Robe von Stanley J. Weyman (1896), A Man and His Wife (1897) und The Conquerors (1898). 1895 spielte sie auch die Rolle der „Gwendolyn Fairfax“ in der allerdings erfolglosen amerikanischen Erstaufführung von Oscar Wildes The Importance of Being Earnest. Obwohl ihr manchmal vorgeworfen wurde, eine kühle Bühnenpersönlichkeit und begrenzte theatralische Fähigkeiten zu haben, erwies sie sich als sympathischer Darsteller, der beim Publikum eine große Anhängerschaft entwickelte. Als Mitglied einer Bühnengruppe war sie jedoch kein eigener Star.

### Aufstieg zum Theaterstar und Shakespeare-Darstellerin

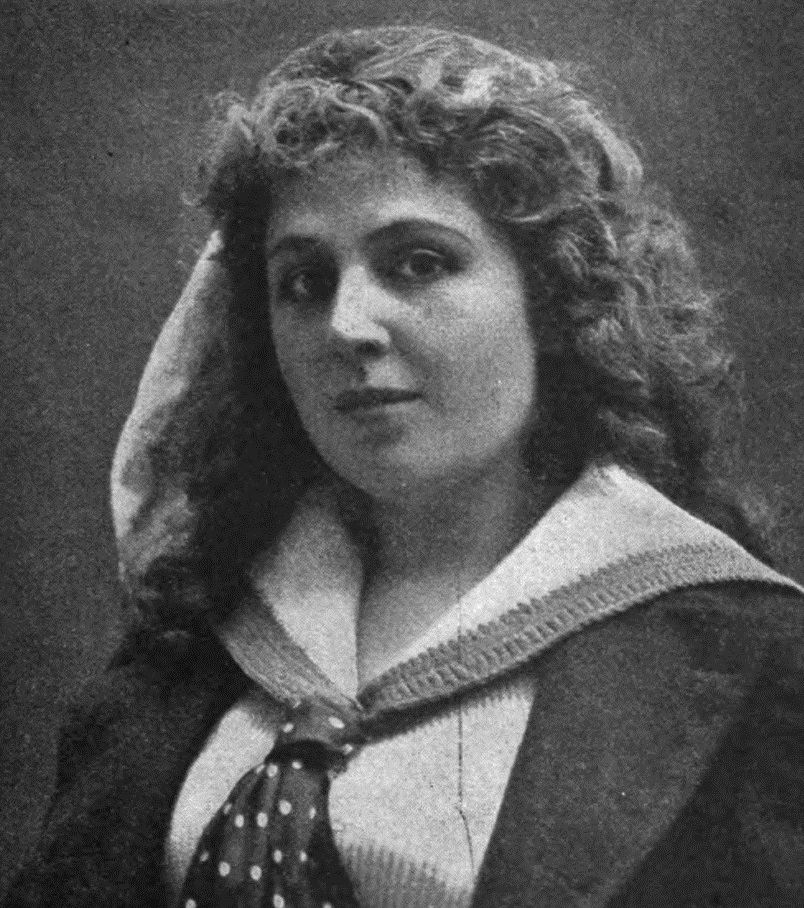
Viola Allen in der Rolle der „Glory Quayle“ in The Christian (1898).

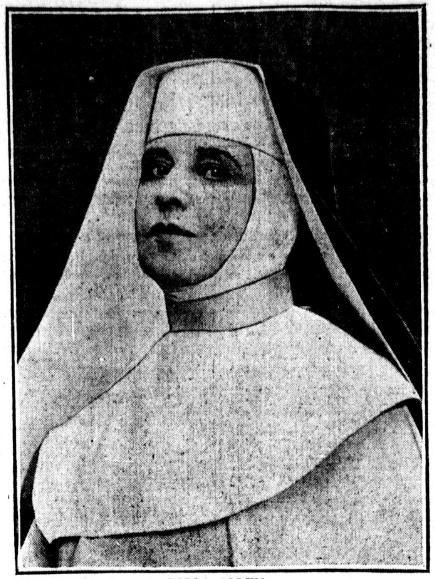
Viola Allen in der Titelrolle im Stummfilm The White Sister (1915).

1898 bat die damals dreißigjährige Viola Allen Charles Frohman, sie als Star in einer Bühnenadaption von Hall Caines Bestseller-Roman The Christian zu präsentieren. In der vorangegangenen Staffel hatte Frohman Maude Adams mit großem Beifall als Star in einer Adaption von J. M. Barries Roman The Little Minister vorgestellt.
Frohman lehnte jedoch ab, woraufhin Viola Allen die Idee zu einem konkurrierenden Produzenten, Leibler and Company, brachte. The Christian, die blumige Geschichte einer eigensinnigen jungen Abenteurerin, „Glory Quayle“, die von einem geistlichen Verehrer auf den Weg der Rechtschaffenheit zurückgebracht wird, wurde am 10. Oktober 1898 im Knickerbocker Theatre am Broadway erstmals gespielt. „Von keinem denkbaren künstlerischen Standpunkt aus könnte es heißen ein gutes Stück“ (‚From no conceivable artistic point of view could it be called a good play‘), sagte der Kritiker von The New York Times über das Stück, fügte aber hinzu, dass Allens Darstellung von Quayle „aufgrund ihrer eigenen angenehmen Persönlichkeit durchweg intelligent und oft charmant“ (‚uniformly intelligent, and often charming, because of her own pleasing personality‘) sei. The Christian diente ihr dennoch effektiv als Hauptdarstellerin und nach einer Spielzeit am Broadway tourte sie zwei Spielzeiten lang in dem Stück. Sie wurde bald zu einer der beliebtesten Künstlerinnen des Landes und blieb mehr als ein Jahrzehnt lang ein Favorit. Andere Aufführungen mit ihr als Star folgten, darunter In the Palace of the King von Francis Marion Crawford (1901), The Eternal City von Hall Caine (1902), Toast of the Town (1905) und The White Sister von Francis Marion Crawford (1909). Eine erfolglose Leinwandversion von The White Sister für die Essanay Company im Jahr 1915 gehörte zu Allens wenigen Auftritten in Stummfilmen.
1905 heiratete Viola Allen Peter Edward Cornell Duryea, einen wohlhabenden Pferdezüchter und Sportler, der mehrere Jahre älter war als sie, in einer geheimen Zeremonie in Louisvill, wo Duryea eine Pferdefarm besaß. Als die Ehe im folgenden Jahr bekannt wurde, leitete eine andere Schauspielerin, Sara Madden, ein Gerichtsverfahren gegen Duryea ein. Madden behauptete, Duryea habe versprochen, sie zu heiraten, und dass sie und Duryea mehrere Jahre lang zeitweise als Ehemann und Ehefrau zusammengelebt hätten. Der Fall wurde schnell fallen gelassen, jedoch nicht ohne beträchtliche Aufmerksamkeit in der Presse zu erhalten. Dieser kurze Vorfall war der einzige Skandal, der Allens ansonsten tadelloses Privatleben berührte.

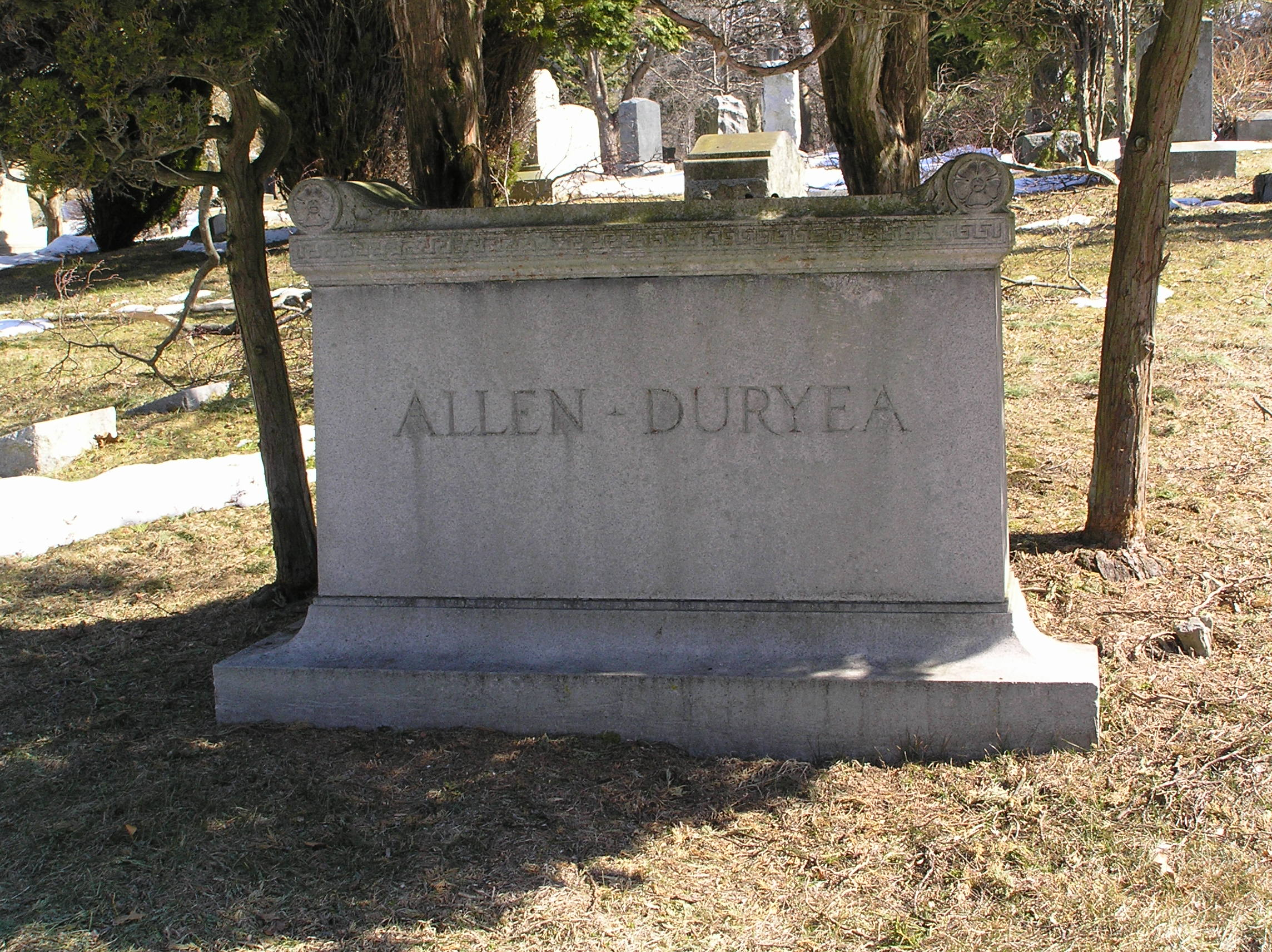
Grabstätte von Judith Allen auf dem Sleepy Hollow Cemetery.

Obwohl Shakespeare im frühen zwanzigsten Jahrhundert an Glanz als beliebte Attraktion verlor, widmete Allen einen Großteil ihrer Karriere als Hauptdarstellerin Shakespeare-Rollen. Dazu gehörten 1904 „Viola“ in Was ihr wollt, 1905 sowohl „Hermione“ als auch „Perdita“ in Das Wintermärchen, 1906 „Imogen“ in Cymbeline und 1916 „Mistress Anne Ford“ in Die lustigen Weiber von Windsor. Ebenfalls 1916 war sie „Lady Macbeth“ an der Seite von James K. Hackett in der Titelrolle des Macbeth. Viola Allen verlieh Shakespeare denselben dezenten Charme, den sie in modernen Theaterstücken an den Tag legte. Ihr Shakespeare-Werk wurde wegen seines tiefen Verständnisses sehr bewundert, aber oft kritisiert, weil es ihm an großer dramatischer Kraft mangelte.
1918, im Alter von 51 Jahren, zog sich Viola Allen von der Bühne zurück. Sie verbrachte die restlichen drei Jahrzehnte ihres Lebens damit, mit ihrem Ehemann (das Paar hatte keine Kinder) zu reisen und an kulturellen und wohltätigen Aktivitäten teilzunehmen. Allen war Mitglied der Episcopal Actors Guild, des Actors Fund of America, der Daughters of the American Revolution, der Colonial Dames of the Seventeenth Century, des Twelfth Night Club und der Shakespeare Association of America. Sie starb in ihrem Haus in Manhattans Park Avenue und wurde auf dem Sleepy Hollow Cemetery in Tarrytown beigesetzt.

## Filmografie
- 1906: Getting Evidence (Kurzfilm)
- 1915: The White Sister
- 1919: Open Your Eyes

## Hintergrundliteratur
- Gallery of plays from the Illustrated American, Ausgaben 1 – 9, 1894 (Onlineversion)
- An Interview with Viola Allen, in: Theatre Magazine, Februar 1903, S. 44–46
- My Beginnings, Interview, in: Theatre Magazine, April 1906, S. 93–94
- Rita M. Plotnicki: The Evolution of a Star. The Career of Viola Allen; Dissertation (Ph.D.), City University of New York, 1979
- Geddeth Smith: Walter Hampden. Dean of the American Theatre, S. 74 ff., 2008, ISBN 978-0-8386-4166-8 (Onlineversion)
- Roy Liebman: Broadway Actors in Films, 1894–2015, S. 11 f., 2017, ISBN 978-1-4766-2615-4 (Onlineversion)